# کربلایی یارمحمد
کربلایی یارمحمد، روستایی از توابع بخش مرکزی شهرستان هامون در سیستان و بلوچستان است.
این روستا در دهستان محمدآباد قرار دارد.